# Coleophora wockeella

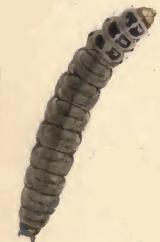
Larva

Coleophora wockeella é uma espécie de mariposa do gênero Coleophora pertencente à família Coleophoridae. É encontrado na Letônia, na Península Ibérica, na Itália e na Albânia, e da Grã-Bretanha para o sul da Rússia.
A envergadura é de cerca de 20 mm. Os adultos são acastanhados com várias estrias esbranquiçadas nas bases anteriores e distintamente espessadas das antenas. Os adultos estão de asa de junho a julho na Europa Ocidental.
As larvas se alimentam de Stachys officinalis. Elas criam um casulo de folha de cor marrom escuro, bivalvido, com cerca de 10 mm de comprimento e composto de seis a oito argolinhas. O ângulo da boca é muito agudo, fazendo com que o casulo fique quase plana na folha.